# James H. Clark
James Henry "Jim" Clark, född 23 mars 1944 i Plainview i Texas, är en amerikansk entreprenör, datavetare och datorpionjär.
Clark har grundat flera IT-företag som exempelvis Silicon Graphics, Netscape, myCFO och Healtheon.
Under 1990-talets början fick Clark kännedom om att Marc Andreessen utvecklat webbläsaren Mosaic, som var den första webbläsaren att få ett brett genomslag. Han övertalade Andreessen att starta företag med honom för att skapa en ny och ännu bättre webbläsare. Tillsammans startade de Netscape i april 1994 och blev därmed bland de första att kapitalisera på den nya webbvärlden. Företaget börsintroducerades i augusti 1995 och aktien fördubblade sitt värde den första dagen. Netscapes börsintroduktion kan ses som starten på IT-bubblan.
Clark är även filantrop och har bland annat donerat 90 miljoner amerikanska dollar till uppförandet av James H. Clark Center vid Stanford University. Vid centret, som stod klart år 2003, bedrivs tvärvetenskaplig forskning inom de biologiska fälten.
Clark är svärfar till Chad Hurley, en av grundarna till Youtube.